# Jenolan River

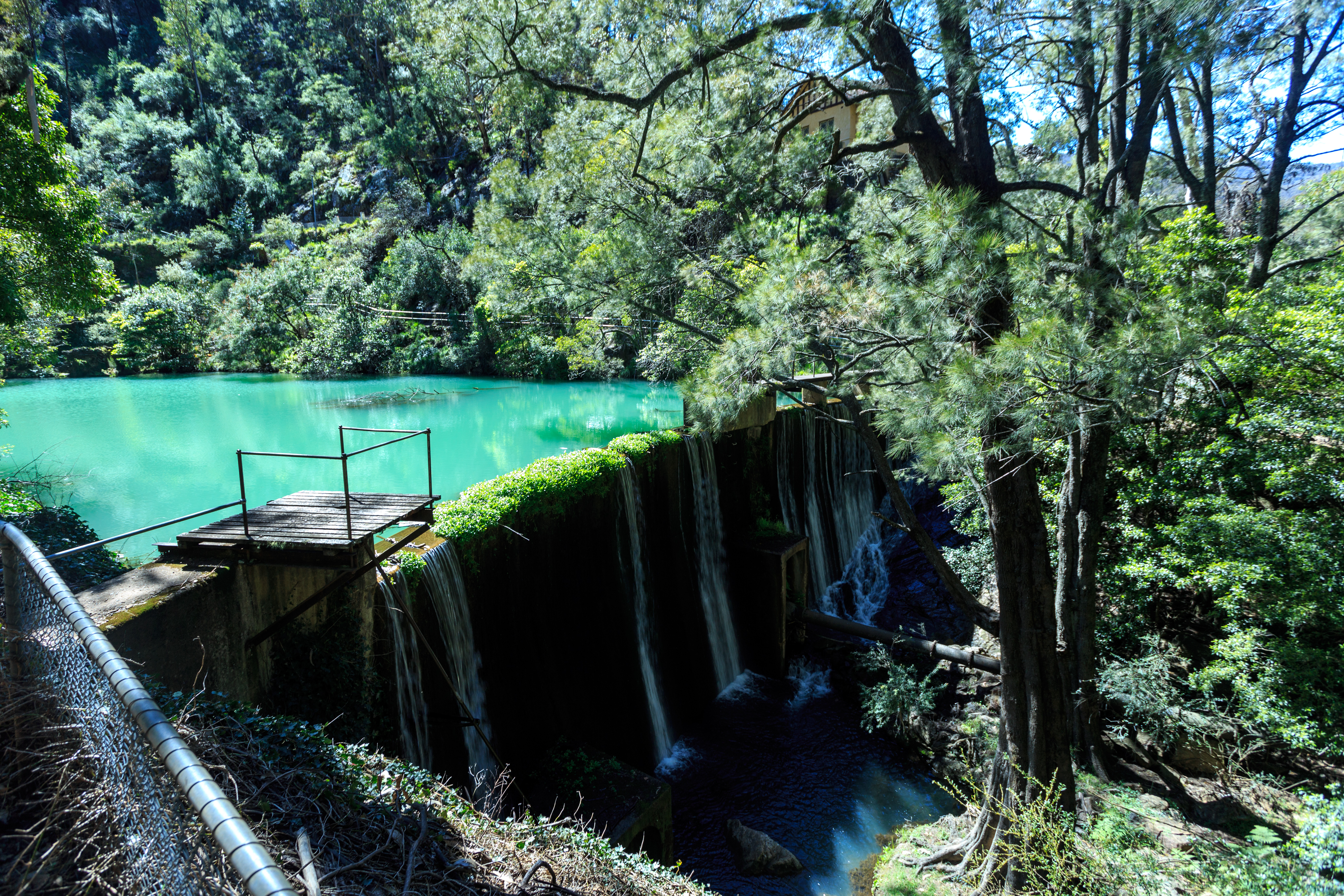
Jenolan River nahe der Jenolan Caves

Der Jenolan River ist ein Fluss im Osten des australischen Bundesstaates New South Wales. 

## Verlauf
Er entspringt nordwestlich von Jenolan Caves, unterhalb des Kamms der Great Dividing Range. Der Fluss fließt zunächst nach Südosten bis nach Jenolan Caves und wendet seinen Lauf dann nach Osten. Unterhalb der Krungle Bungle Range nimmt er den Mumbedah River auf, wendet sich nach Nordosten und mündet wenig später in den Coxs River. 
Mit Ausnahme der Kleinstadt Jenolan Caves, wo auch eine Straße den Fluss kreuzt, verläuft er durch unbesiedeltes Gebiet, zum großen Teil im Kanangra-Boyd-Nationalpark. Da die Jenolan Caves ab 1887 elektrisch beleuchtet waren, wurde der Fluss zur Energiegewinnung benutzt. Dazu wurde ein Stück unterhalb der Höhlen ein Wehr errichtet.